# Nodar Dumbadse
Nodar Dumbadse (auch Nodar Dumbadze, georgisch ნოდარ დუმბაძე; * 14. Juli 1928 in Tiflis; † 4. September 1984 ebenda) war ein georgischer Schriftsteller.

## Leben
Dumbadses Vater, ein hoher Parteifunktionär, kam im Zuge der politischen Säuberungen 1937 um, seine Mutter wurde nach Sibirien verbannt. Dumbadse wuchs daher bei seiner Großmutter auf.
Von 1945 bis 1950 studierte er Ökonomie an der Staatlichen Universität Tiflis. Nach erfolgreichem Abschluss arbeitete er als Laborant am Lehrstuhl für Volkswirtschaftsplanung.
Von 1967 bis 1972 war er Redakteur der satirischen Zeitschrift Niangi („Krokodil“). Er war Mitglied im Schriftstellerverband der UdSSR und im georgischen Schriftstellerverband, dem er von 1981 bis 1984 vorstand.
Dumbadse erhielt 1962 den Preis des Komsomol, 1975 den Schota-Rustaweli-Staatspreis und 1980 den Lenin-Preis.
Seine Werke wurden in zahlreiche Sprachen übersetzt, darunter ins Russische, Französische, Bulgarische, Ungarische, Slowakische, Tschechische, Japanische und zwei Romane und einige Erzählungen ins Deutsche (s. unten).

## Werke
- 1956: Achtung wir beginnen mit der Morgengymnastik (Erzählungen)
- 1957: Der Gladiator (Erzählungen)
- 1960: Sei gesegnet (Gedichte), Der Dorfjunge (Erzählungen), Großmutter Iliko, Ilarion und ich (Roman, 1962 verfilmt)
- 1962: Ich sehe die Sonne (Roman, 1965 verfilmt) (Deutsch: Berlin 1968; 1970; Wien 1968; Jestetten 2019)
- 1967: Sonnennacht (Roman) (Deutsch Auszug: In: Zchwedadse, M. Georgische Dichter in deutscher Sprache, Tbilisi 1993)
- 1971: Hab keine Angst Mama (Roman, 1972 verfilmt)
- 1973: Weiße Flaggen (Roman)
- 1976: Das Gesetz der Ewigkeit (Roman) (Deutsch: Berlin, Weimar 1983)
- 1981: Kukaratscha (Erzählungen)

Einige Erzählungen wie
- Hund (u. a. In: S. Chotiwari-Jünger: Georgische Kurzgeschichten, Hamburg 2016, S. 30–64, Zeitschrift „Freie Welt“ 1981),
- Chasarula (In: N. Gelaschwili: Georgische Erzählungen, Frankfurt 2000. S. 31–40),
- Dass Trinkhorn (In:  Der verirrte Autobus, Berlin 186, S. 87–97)
- Das Vögelchen (In: A. Möckel: Eine Wanne voll Kaviar. Berlin 1983, S. 81–95)
- Kukaratscha (In: Das letzte Gespräch. Berlin 1985, S. 242–317)
- Teufeleien (In: S. Chotiwari-Jünger: Der ferne weiße Gipfel. Berlin 1984, S. 215–224)

erschienen in deutscher Sprache in verschiedenen Zeitschriften und Erzählungsanthologien.